# Przypadki Robinsona Crusoe (album)
Przypadki Robinsona Crusoe – album Teatru Muzycznego „Roma” pod kierownictwem muzycznym Jakuba Lubowicza z muzyką z musicalu dla dzieci i młodzieży opartego na motywach powieści przygodowej autorstwa Daniela Defoe. Za scenariusz, teksty piosenek i reżyserię musicalu jest odpowiedzialny Jakub Szydłowski. Płyta, wydana przez Teatr Roma w dniu premiery estradowej musicalu, ukazała się 16 lutego 2019, a dystrybucją zajęła się firma Universal Music Polska. Nominacja do Fryderyka 2020 w kategorii «Album Roku Muzyka Ilustracyjna».

## Lista utworów
1. Tysiące możliwości (Jakub Szydłowski & Dominik Bobryk & Monika Rygasiewicz & Paweł Mielewczyk) 2:37
2. Rekrutacja (Paweł Draszba & Janusz Kruciński & Michał Piprowski & Monika Rygasiewicz & Anastazja Simińska & Wiktor Korzeniowski) 2:06
3. Gwiazdy (Janusz Kruciński) 2:44
4. Magnetyczny tajfun (Paweł Draszba & Janusz Kruciński) 2:24
5. Więzienne tango (Monika Rygasiewicz & Janusz Kruciński) 3:49
6. Więzienna fuga (Paweł Mielewczyk & Monika Rygasiewicz & Wiktor Korzeniowski & Dominik Bobryk & Marcin Wortmann & Michał Piprowski) 2:36
7. Robinsonie, przewódź nam (Paweł Mielewczyk & Marcin Wortmann & Dominik Bobryk) 1:57
8. Taniec ocalonego Robinsona (Janusz Kruciński) 2:20
9. Byle przetrwać noc (Paweł Mielewczyk) 3:04
10. Dziennik rozbitka (Janusz Kruciński) 2:29
11. Kanibale (Janusz Kruciński) 2:17
12. Pieśń miłości (Jakub Szydlowski & Anastazja Simińska & Michał Piprowski) 3:17
13. Zwróć mi go, wietrze (Anastazja Simińska) 3:50
14. Imię twe: Piętaszek (Paweł Mielewczyk & Marcin Wortmann) 3:22
15. To prawdziwe szczęście mieć takiego brata (Paweł Mielewczyk & Michał Piprowski) 4:07
16. Wątpliwości brak (Janusz Kruciński & Marcin Wortmann) 2:26
17. Rozprawa (Jakub Szydlowski & Paweł Mielewczyk & Wiktor Korzeniowski & Michał Piprowski & Anastazja Simińska) 2:26
18. Czerwony księżyc lśni (Marcin Wortmann & Paweł Mielewczyk & Jakub Szydlowski & Wiktor Korzeniowski & Anastazja Simińska) 4:11
19. Gwiazdy (Karaoke Instrumental Version) - Teatr Muzyczny ROMA 2:44
20. Kanibale (Karaoke Version) - Teatr Muzyczny ROMA 2:17
21. Zwróć mi go, wietrze (Karaoke Instrumental Version) - Teatr Muzyczny ROMA 3:48
22. Wątpliwości brak (Karaoke Instrumental Version) - Teatr Muzyczny ROMA 2:25